# Ruta 27 (Bolivien)
Die Ruta 27 ist eine Nationalstraße im südamerikanischen Andenstaat Bolivien.

## Streckenführung
Die Straße hat eine Länge von 150 Kilometern und durchquert den bolivianischen Altiplano nördlich des Salzsees Salar de Coipasa.
Die Ruta 27 verläuft von Osten nach Westen im nördlichen Teil des Departamento Oruro. Die Straße beginnt in der Ortschaft Ancaravi am südwestlichen Ende des Höhenzuges der Serranía de Huayllamarca als Abzweig der Ruta 12. Sie führt in nordwestlicher Richtung über die Ortschaft Turco nach Cosapa und mündet bei Cosapa in die Ruta 4, die nach Westen zur Grenzstation Tambo Quemado an der chilenischen Grenze führt.
Die Ruta 27 ist inzwischen komplett asphaltiert.

## Geschichte
Die Straße ist mit Ley 2637 vom 5. März 2004 zum Bestandteil des bolivianischen Nationalstraßennetzes Red Vial Fundamental erklärt worden.

## Streckenabschnitte im Departamento Oruro

### Provinz Carangas
- km 000: Ancaravi

### Provinz Sajama
- km 057: Turco
- km 141: Cosapa
- km 150: Einmündung in die Ruta 4